# 鐵柱仙蹤
鐵柱仙蹤位於南昌西郊的西山萬壽宮門前，宮門前左側有一口井，喚作“鐵柱井”。傳說許真君治理水患時，將作害蛟龍鎮壓於井內，並立下偈文：
鐵柱鎮洪州，萬年永不休。
八索勾地脈，一泓通江流。
天下大亂，此地無憂。
天下大旱，此地薄收。
地勝人心善，應不出奸謀。
若有奸謀者，終須不到頭。